# Zapadne Alpe
Zapadne Alpe su zapadni dio alpskog lanca uključujući jugoistočni dio Francuske (npr. Savoje), cijeli Monako, sjeverozapadni dio Italije (tj. Pijemont i Valle d'Aosta) i jugozapadni dio Švicarske (npr. Valais). Na jugoistoku područje je ograničeno talijanskom dolinom Poa. Na zapadu ga dolina rijeke Rhone odvaja od Središnjeg masiva. Najsjeverniji dio Zapadnih Alpa - u širem značenju pojma - formiran je od Švicarskih Predalpa.
Vrhovi i planinski prijevoji viši su u usporedbi s Istočnim Alpama, dok sam lanac nije toliko širok i više je zaobljen.

## Partizione delle Alpi
U Partizione delle Alpi (doslovno Podjela Alpa), koju je usvojio talijanski Comitato Geografico Nazionale (Nacionalni geografski odbor) 1926. nakon IX Congresso Geografico Italiano (Talijanski geografski kongres), alpski lanac je podijeljen u tri glavna dijela: Zapadne, Središnje i Istočne Alpe.
U ovoj tradicionalnoj podpodjeli, Zapadne Alpe počinju od Bocchetta di Altare (ili Colle di Cadibona ) i završavaju s Col Ferret.
Partizione delle Alpi dijeli Zapadne Alpe na sljedećih osam sekcija (u zagradama broj sekcije):
Primorske Alpe (1), Kotijske Alpe (2), Grajske Alpe (3), Provansalske Alpe (4), Dofinske Alpe (5), Provansalske Predalpe (6), Dauphiné Predalpe (7) i Savojske Predalpe (8).

## Vanjske poveznice
|  | Zajednički poslužitelj ima još gradiva o temi Zapadne Alpe |

### Zemljovidi
- talijanska službena kartografija ( Istituto Geografico Militare - IGM); on-line verzija: www.pcn.minambiente.it
- francuska službena kartografija ( Institut Géographique National - IGN); on-line verzija: www.geoportail.fr
- Švicarska službena kartografija ( Swiss Federal Office of Topography - Swisstopo); on-line verzija: map.geo.admin.ch